# Luke Roessler
Luke Roessler, född 28 mars 2007 i Vancouver, British Columbia, kanadensisk skådespelare. Luke Roessler började sin skådespelarkarriär 2013 och har aktivt spelat i filmer sedan 2015.

## Filmografi
Sedan 2015 har han spelat i 26 olika filmer, TV-serier och kortfilmer.

## Utmärkelser i urval
Luke har vunnit 5 priser i sin karriär och har också nominerats till 21 priser.
| År   | Pris                    | Kategori                                                             | Film                                                        | Resultat  |
| ---- | ----------------------- | -------------------------------------------------------------------- | ----------------------------------------------------------- | --------- |
| 2015 | Joey Awards             | Best Actor in a TV Drama Featured Role Age 8-13 Years                | Hell on Wheels                                              | Vann      |
| 2015 | Joey Awards             | Best Young Ensemble in a Short Film                                  | Kindergarten Da Bin Ich Wieder                              | Nominerad |
| 2015 | Joey Awards             | Best Actor in a Short Film Age 5-8 Years                             | Kindergarten Da Bin Ich Wieder                              | Nominerad |
| 2015 | Joey Awards             | Best Actor in a Tv Commercial Or PSA Age 6-9 Years                   | For „Bounty“ Paper Towel TV Commercial-"Whoʻs Training Who" | Nominerad |
| 2016 | Joey Awards             | Young Actor in a TV Commercial Age 7-9                               | The Wish Writer                                             | Vann      |
| 2016 | Joey Awards             | Best Young Actor in a Commercial Voice Over Role                     | Pfizer-Before it Became a Medicine                          | Vann      |
| 2016 | Joey Awards             | Best Young Actor in a TV Series Featured Role Age 6-10               | Mannen i det höga slottet                                   | Nominerad |
| 2016 | Joey Awards             | Best Young Actor in a TV Series Recurring Role Age 6-9               | Bates Motel                                                 | Nominerad |
| 2016 | Joey Awards             | Young Actor in a Drama TV Series Guest Starring/Principal Role       | Motive                                                      | Nominerad |
| 2016 | Joey Awards             | Best Young Actor in a Short Film Age 7-9                             | Garbage Man                                                 | Nominerad |
| 2016 | Joey Awards             | Best Young Actor in a Feature Film/MOW Featured Role                 | Christmas Truce                                             | Nominerad |
| 2017 | Joey Awards             | Best Actor in a Commercial Short Film Age 8-10                       | The Robot                                                   | Vann      |
| 2017 | Joey Awards             | Best Recurring Actor in a TV Series Age 6-9 Years                    | Legion                                                      | Nominerad |
| 2017 | Joey Awards             | Best Supporting Actor in a TV Movie Age 6-10 Years                   | Signed, Sealed, Delivered: Lost Without You                 | Nominerad |
| 2017 | Joey Awards             | Best Ensemble in a TV Movie                                          | While You Were Dating                                       | Nominerad |
| 2017 | Joey Awards             | Best Principal or Guest Starring Actor in a TV Series 7-10 Years     | Once Upon a Time                                            | Nominerad |
| 2017 | Joey Awards             | Best Commercial Voice Over Actor                                     | Nomination for Commercial Voice Over 'SC Johnson Off Radio' | Nominerad |
| 2018 | Joey Awards             | Best Leading Actor in a TV Movie                                     | Miss Christmas                                              | Vann      |
| 2018 | Joey Awards             | Best Actor in a TV or Movie Featured Role                            | Deadpool 2                                                  | Nominerad |
| 2018 | Joey Awards             | Best Actor in A TV Commercial                                        | For TV Commercial „White Spot“                              | Nominerad |
| 2018 | Young Artist Award      | Best Performance in a TV Commercial — Young Actor or Actress         | The Robot                                                   | Nominerad |
| 2018 | Young Artist Award      | Best Performance in a Television Series — Guest Starring Young Actor | Once Upon a Time                                            | Nominerad |
| 2018 | Young Entertainer Award | Best Recurring Young Actor 11 & Under — Television Series            | Legion                                                      | Nominerad |
| 2018 | Young Entertainer Award | Best Young Actor — Television Movie, Mini Series or Special          | While You Were Dating                                       | Nominerad |
| 2019 | Young Entertainer Award | Best Supporting Young Actor — Feature Film                           | Deadpool 2                                                  | Nominerad |
| 2019 | Young Entertainer Award | Best Young Actor — Television Movie, Mini Series or Special          | The Bad Seed                                                | Nominerad |